# Tropico (telenovela)
Tropico é uma telenovela produzida e filmada inteiramente na República Dominicana  pela Venevisión International, Iguana Productions e Antena Latina.
Foi exibida na  Venezuela e  República Dominicana entre 28 de maio a 10 de dezembro de 2007 em 136 capítulos.
Foi exibida nos  Estados Unidos entre 4 de junho a 14 de setembro de 2007 em 100 capítulos.
É um remake da novela peruana de 1997 Escándalo.
A maior parte do elenco e da equipe são dominicanos, exceto Jose Luis Rodriguez e Scarlet Ortiz que são venezuelanos, Javier Delgiudice e Giovanna Valcárcel que são do Peru; e Victor González que é um ator mexicano.

## Trama
Situado nas belas praias de Santo Domingo, capital da República Dominicana, este melodrama gira em torno da jovem provinciana Angelica Santos (Scarlet Ortiz) que trabalha na fazenda de tabaco local "La Guzmana". Angélica sai de casa para fugir da tia sem escrúpulos e vai para Santo Domingo. Em seguida, ela se junta a um concurso de beleza patrocinado por Guillermo Guzmán e lá conhece e se apaixona por Antonio Guzmán. O amor deles é rapidamente dilacerado pelo irmão de Antonio e pela tia de Angélica, que conspiram contra eles.
Angélica Santos é uma garota muito trabalhadora que teve uma vida muito difícil. Ela trabalha em uma tabacaria e faz e lê histórias para seus amigos (colegas de trabalho) para incentivá-los. Ela é amada por todos. Ela tem uma tia muito má, que tem um bar, e à noite a faz trabalhar no bar para servir cerveja para o povo. Os clientes lá são pervertidos e uma noite um homem que tenta estuprá-la. Ela escapa antes que ele pudesse fazer qualquer coisa com ela. Ela vai à capital e conhece um jornalista que quer que ela participe do concurso Rainha do Caribe, ela aceita. Dias depois, ela conhece o amor de sua vida Antonio Guzman um homem rico cujo pai organizou o concurso e quando se conheceram ele estava ajudando a carregar diários. Ele tem uma namorada. Ela pensou que ele trabalhava carregando diários, mas depois descobre a verdade e o perdoa. Eles se apaixonam, Antonio termina com a namorada. Angélica ganha Rainha do Caribe. Depois que ela ganhou, sua tia a chantageia dizendo que ela vai contar a Antonio sobre seu passado e mentir para ele dizendo que ela era uma prostituta se não lhe der dinheiro. Angélica não quer cair nessa, então faz um CD onde conta a Antonio sobre seu passado. Tudo é apagado no CD enquanto ele estava trabalhando em seu computador e não o vê. Ele não se importou e disse a ela que não se importa com nada no CD que deixou Angélica tão feliz. No dia do casamento, a tia de Angélica, o irmão de Antonio e o homem que tentou estuprá-la chegam e sabotam o casamento, contam a Antonio sobre seu passado e mentem dizendo que ela é uma prostituta. Antonio não acredita em Angélica e eles se separam. Ela não é mais rainha e vai para outro lugar e abre um restaurante. Ela se vinga do homem que tentou estuprá-la e ele vai para a prisão. Dias depois de voltar para a capital, Antonio está de volta com a ex-namorada. Um dia, ele pede a alguém para consertar o CD e vê o que havia nele. Ele e Angélica se tornam amigos. ele termina com suas namoradas. Angélica participa da competição e ganha Rainha do Caribe. Naquela noite eles voltam a ficar juntos. Antonio e Agelica se casam e, no final, ela vai para sua aldeia com Antonio e conta a história deles.

## Elenco
- Scarlet Ortiz[3] como Angélica Santos
- Victor González como Antonio Guzmán
- José Luis Rodríguez como Guillermo Guzmán
- Robinson Manuel como Juan Carlos Villanueva
- Javier Delgiudice como Ramiro Mendoza
- Mildred Quiroz como Raquel Sánchez
- José Guillermo Cortines como Juan Pablo Guzmán
- José Manuel Rodriguez como Mario Montalvo
- Nuryn Sanlley como Roberta Santos
- William Bell Taylor como Eduardo Lucar
- César Olmos como Canales Díaz
- Sergio Carlo como Eddy Jiménez
- Ivonne Beras Goico como Victoria Guzmán
- Mía Taveras como Patricia Echeverría
- Laura García-Godoy como Mirna Zuyón
- Dominic Benelli como Diana Masías
- Fausto Rojas como Poichon Gamarra
- Mabel Martínez como Anita Suárez
- Georgina Duluc como Elian Valenzuela
- Sonia Alfonso como Elsa
- Mariela González como Pepi Echeverría
- Ramia Estévez como Magaly
- Edgar Hernández como Ricardo Masías
- Ivan García como Hector Masías
- Fifi Almonte como Laura Cabrera
- Vanessa Jerí como Lolita Montalvo
- Amparo Brambilla como Sirvienta de Mario
- Juan María Almonte como Mufareche Montes
- Estela Chávez como Marina
- Gloria Hernández como Noni
- Elisa Abreu como Rebeca
- Juan Carlos Gonzales como Sebastian Patson
- Hensey Pichardo como Raul Romero
- Agustín Benitez como Rafael Rodríguez
- Alfonso Rodríguez como Michael Alcántara
- Juan Carlos Salazar como Armando

## Locais de filmagem
- San José de las Matas
- Santo Domingo
- Cabarete
- Província de Samaná
- Centro Malecón